# Isabella Russekoff
Isabella Russekoff (née le 19 mai 2000) est une cavalière américaine et israélienne de saut d'obstacles. Elle fait partie de l'équipe israélienne de saut d'obstacles qualifiée pour les Jeux olympiques d'été de 2024.

## Biographie
Elle a eu pour ambition une sélection dans l'équipe nationale senior de saut d'obstacles d'Israël. En juillet 2023, la qualification de l'équipe de saut d'obstacles d'Israël (dont elle fait partie avec son cheval C Vier 2) aux Jeux olympiques d'été de 2024 est acquise.

## Palmarès

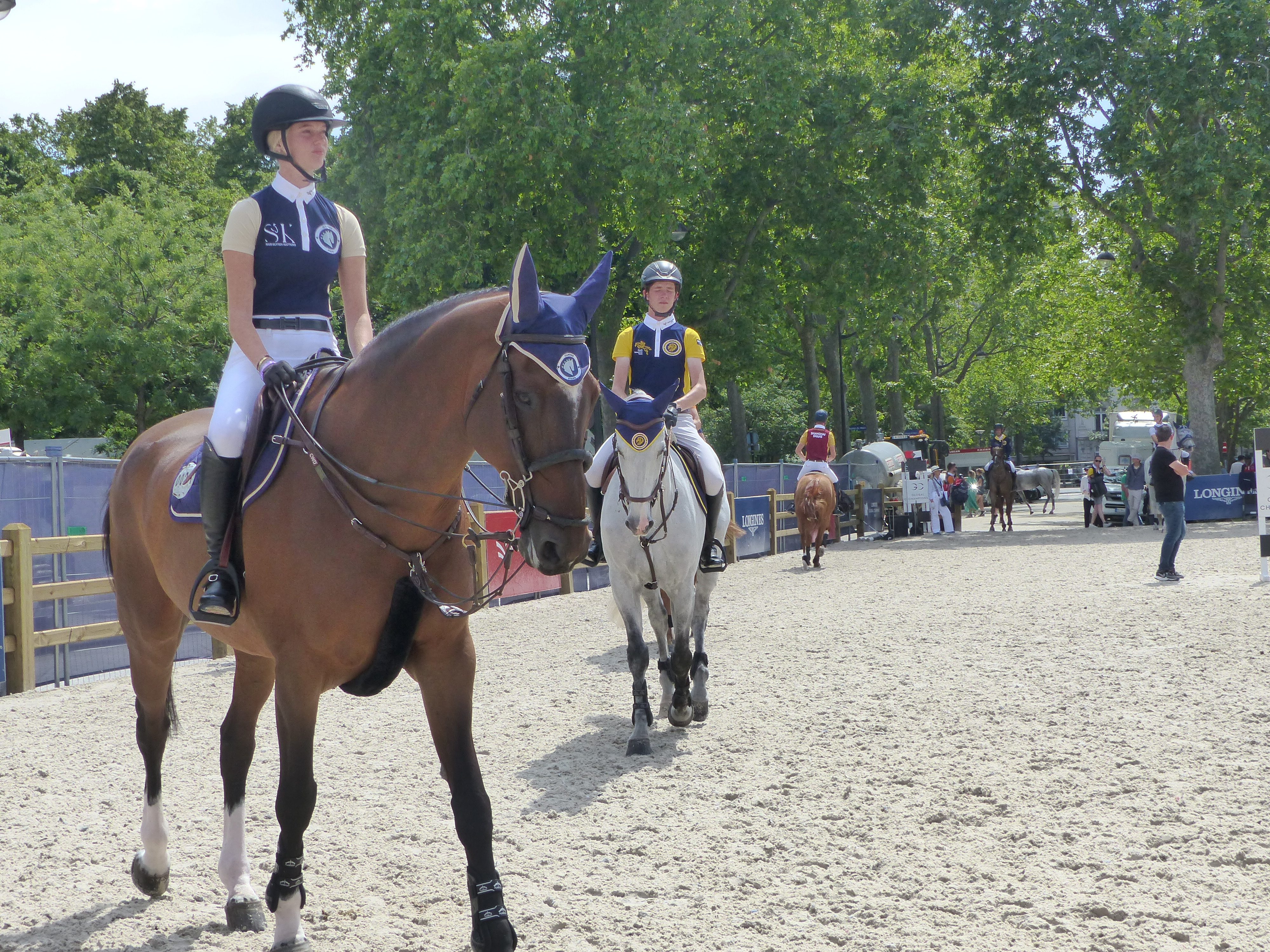
Isabella Russekoff et Jumpy van de Hermitage au Paris Eiffel Jumping de 2023.

Elle rejoint le Global Champions Tour dans l'équipe des Cannes Stars en tant que jeune cavalière en 2022, et fait partie de la même équipe en 2023. 
- octobre 2021 : vainqueur du Grand Prix CSI2* d'Oliva sur le Mediterranean Equestrian Tour à 1,45 m, avec Balou's Fly High[5],[6] ;
- mars 2022 : vainqueur de l'épreuve d'ouverture du CSI4* Douglas Elliman Real Estate du Winter Equestrian Festival à 1,45 m, avec Balou's Fly High[7],[8],[9] ;

## Chevaux
Elle a acheté son cheval Oldenbourg Balou's Fly High quand il avait huit ans. C'est avec cette monture qu'elle a connu sa plus importante progression, passant des concours de niveau 1,20 m en division junior à des concours de niveau international 2 étoiles.